# Maghama
Maghama (en arabe : مقامة) est une commune urbaine du sud de la Mauritanie, située dans la région de Gorgol. C'est le chef-lieu de la moughataa du même nom, le département de Maghama.

## Géographie
La commune de Maghama est située au sud dans la région de Gorgol et elle s'étend sur 201 km2.
Elle est délimitée à la pointe nord par la commune de Beilouguet Litame, à l’est par la commune de Vréa Litama, au sud par la commune de Toulel, à l'ouest par la commune de Daw.

## Histoire
Maghama a été érigée en commune par l'ordonnance du 20 octobre 1987 instituant les communes de Mauritanie.
Maghama est jumelée avec la commune de Saint-Martin-de-Crau, en France.

## Démographie
Lors du Recensement général de la population et de l'habitat (RGPH) de 2000, Maghama comptait 11 367 habitants.
Lors du RGPH de 2013, la commune en comptait 16 102, soit une croissance annuelle de 2,9 % sur 13 ans.

## Administration
| Période                                  | Période | Identité               | Étiquette | Qualité |
| ---------------------------------------- | ------- | ---------------------- | --------- | ------- |
| Les données manquantes sont à compléter. |         |                        |           |         |
| 2008                                     | 2013    | Ifra Waddou            |           |         |
| 2013                                     | 2018    | Al Housseynou Wade     |           |         |
| 2018                                     | 2023    | Hami Abdel Kader Thiam |           |         |

## Économie
L'agriculture est au centre de l'économie de Maghama, comme quasiment toutes les communes de la région. Mais cette économie est fragile car elle rencontre des obstacles à son développement, notamment les conditions climatiques ou le manque de moyens des agriculteurs. Pour faire face à ces obstacles, l'état ou différentes ONG financent des projets qui améliorent les conditions de vie des habitants.
Maghama développe également d'autres activités telles que le commerce ou l'élevage.

## Aide humanitaire
L'association ARMAF, formée de ressortissants de Maghama en France, a organisé de nombreuses actions pour aider au développement de la commune, notamment dans les domaines de l'éducation et de la santé.